# مكسيم استافييف
مكسيم استافييف (بالروسية: Астафьев, Максим Юрьевич)‏ (8 ديسمبر 1982 بكولبينو في روسيا - ) هو لاعب كرة قدم روسي في مركزي الهجوم والوسط. لعب مع توم تومسك وزينيت سانت بطرسبرغ وسيبير نوفوسيبيريسك ولوخ إينيرجيا فلاديفوستوك ونادي روستوف ونادي توسنو وFC Zenit-2 Saint Petersburg ‏ ونادي أورال يكاترينبورغ.

## وصلات خارجية
- مكسيم استافييف على موقع Soccerway.com (الإنجليزية)
- مكسيم استافييف على موقع عالم كرة القدم.نت (الإنجليزية)